# ولاک ۶۶۷۰
سیارک ۶۶۷۰ (به انگلیسی: 6670 Wallach، نامگذاری:1994LL1) شش هزار و ششصد و هفتادمین سیارک کشف شده‌است که در ۴ ژوئن ۱۹۹۴ کشف شد.
قدر مطلق سیارک برابر ۱۲٫۰۰ است.